# Litice (Pilzno)
Litice – część ustawowego miasta Pilzna, położona w jego w południowo-zachodniej części. Leży na terenie gminy katastralnej Pilzno 3 i Pilzno 6.